# Coppa dell'Imperatore 1994
La Coppa dell'Imperatore 1994 è stata la settantaquattresima edizione della coppa nazionale giapponese di calcio.

## Formula
Vengono confermati formula e criteri di ammissione alla competizione, con il numero di squadre provenienti dai tornei regionali ridotto a 20.

## Squadre partecipanti
J. League
- Bellmare Hiratsuka
- Gamba Osaka
- JEF United
- Júbilo Iwata
- Kashima Antlers
- Nagoya Grampus
- Urawa Reds
- Sanfrecce Hiroshima
- Shimizu S-Pulse
- Verdy Kawasaki
- Yokohama Flügels
- Yokohama Marinos

Squadre regionali
- Cerezo Osaka (Kansai)
- Cosmo Oil (Tokai)
- Fujieda Blux (Tokai)
- Hannan Daigaku (Kansai)
- Hokuriku El. Power (Hokuriku)
- Kawasaki Steel (Chūgoku)
- Kofu Club (Kantō)
- Kokushikan Daigaku (Kantō)
- Komazawa Daigaku (Kantō)
- Kyoto Sanga (Kinki)
- NEC Yamagata (Tohoku)
- Nippon Denso (Tokai)
- Otsuka Pharma (Shikoku)
- PJM Futures (Kyūshū)
- Ritsumeikan University (Kansai)
- Senshū Daigaku (Kantō)
- Sapporo University (Hokkaidō)
- TOA Construction (Kyūshū)
- Tokyo Gas (Kantō)
- Toshiba (Kantō)

## Date
| Turno            | Data             |                 |
| ---------------- | ---------------- | --------------- |
| Primo turno      | 4 dicembre 1994  |                 |
| Secondo turno    | 11 dicembre 1994 |                 |
| Quarti di finale | 18 dicembre 1994 |                 |
| Semifinali       | 23 dicembre 1994 |                 |
| Finale           | 1º gennaio 1995  | 1º gennaio 1995 |

## Risultati

### Primo turno
| Squadra 1           | Risultato      | Squadra 2              |
| ------------------- | -------------- | ---------------------- |
| Sanfrecce Hiroshima | 1 - 0 (d.t.s.) | Cosmo Oil              |
| Kofu Club           | 1 - 0          | Sapporo University     |
| Yokohama Marinos    | 2 - 0          | Hokuriku El. Power     |
| NEC Yamagata        | 2 - 3          | Nagoya Grampus         |
| Yokohama Flügels    | 1 - 0          | PJM Futures            |
| Senshū Daigaku      | 1 - 3          | Urawa Reds             |
| Cerezo Osaka        | 1 - 0          | Komazawa Daigaku       |
| Fujieda Blux        | 1 - 4          | Verdy Kawasaki         |
| Tokyo Gas           | 2 - 0          | Kashima Antlers        |
| Kokushikan Daigaku  | 1 - 0          | Ritsumeikan University |
| Bellmare Hiratsuka  | 5 - 1          | TOA Construction       |
| Toshiba             | 0 - 2          | JEF United             |
| Júbilo Iwata        | 1 - 3          | Otsuka Pharma          |
| Hannan Daigaku      | 1 - 3          | Gamba Osaka            |
| Nippon Denso        | 1 - 3          | Kyoto Sanga            |
| Kawasaki Steel      | 2 - 0          | Shimizu S-Pulse        |

### Secondo turno
| Squadra 1           | Risultato      | Squadra 2          |
| ------------------- | -------------- | ------------------ |
| Sanfrecce Hiroshima | 2 - 0 (d.t.s.) | Kofu Club          |
| Yokohama Marinos    | 1 - 0          | Nagoya Grampus     |
| Yokohama Flügels    | 0 - 2          | Urawa Reds         |
| Cerezo Osaka        | 1 - 0          | Verdy Kawasaki     |
| Bellmare Hiratsuka  | 2 - 1 (d.t.s.) | JEF United         |
| Otsuka Pharma       | 0 - 5          | Gamba Osaka        |
| Kyoto Sanga         | 3 - 1          | Kawasaki Steel     |
| Tokyo Gas           | 1 - 0          | Kokushikan Daigaku |

### Quarti di finale
| Squadra 1           | Risultato      | Squadra 2        |
| ------------------- | -------------- | ---------------- |
| Sanfrecce Hiroshima | 0 - 3          | Yokohama Marinos |
| Cerezo Osaka        | 1 - 0 (d.t.s.) | Urawa Reds       |
| Bellmare Hiratsuka  | 2 - 1          | Tokyo Gas        |
| Gamba Osaka         | 2 - 0          | Kyoto Sanga      |

### Semifinali
| Squadra 1          | Risultato      | Squadra 2        |
| ------------------ | -------------- | ---------------- |
| Cerezo Osaka       | 2 - 1 (d.t.s.) | Yokohama Marinos |
| Bellmare Hiratsuka | 3 - 2          | Gamba Osaka      |

### Finale
| Tokyo 1º gennaio 1995, ore 14:00 GMT+9                    | Bellmare Hiratsuka | 2 – 0 | Cerezo Osaka | National Stadium (48,312 spett.) |
| \| \| \| \| \| Noguchi 47’ Noguchi 86’ \| Marcatori \| \| |                    |       |              |                                  |
|                                                           |                    |       |              |                                  |
| Noguchi 47’ Noguchi 86’                                   | Marcatori          |       |              |                                  |